# Лаура Пігоссі
Лаура Пігоссі Еррманн де Андраде (порт. Laura Pigossi Herrmann de Andrade) — бразильська тенісистка, олімпійська медалістка.
Бронзову олімпійську медаль Пігоссі виборола на Токійській олімпіаді 2020 в змаганні жіночих пар. Її партнеркою була   Луїза Стефані.

## Медальні матчі Олімпійських ігор

### Парний розряд: 1 бронзова медаль
| Результат | Рік  | Змагання                 | Поверхня | Партнерка     | Супротивниці                       | Рахунок          |
| --------- | ---- | ------------------------ | -------- | ------------- | ---------------------------------- | ---------------- |
| Бронза    | 2021 | Токійська олімпіада 2020 | Хард     | Луїза Стефані | Вероніка Кудерметова Олена Весніна | 4–6, 6–4, [11–9] |

## Фінали турнірів WTA

### Одиночний розряд: 1 фінал
| Легенда       |
| ------------- |
| Grand Slam    |
| WTA 1000      |
| WTA 500       |
| WTA 250 (0–1) |

| За поверхнею |
| ------------ |
| Хард (0–0)   |
| Трава (0–0)  |
| Грунт (0–1)  |
| Килим (0–0)  |

| Результат | В–П | Дата     | Турнір                    | Статус  | Поверхня | Супротивниця  | Рахунок       |
| --------- | --- | -------- | ------------------------- | ------- | -------- | ------------- | ------------- |
| Поразка   | 0–1 | Кві 2022 | Copa Colsanitas, Колумбія | WTA 250 | Грунт    | Татьяна Марія | 3–6, 6–4, 2–6 |